# Ubik (videogioco)
Ubik è un videogioco pubblicato nel 1998 dalla software house francese Cryo Interactive ispirato all'omonimo romanzo di Philip K. Dick uscito nel 1969.

## Trama
Il gioco è ambientato nell'anno 2019 e permette al giocatore di vestire i panni di Joe Chip (il protagonista del romanzo) e guidare i membri dell'agenzia Runciter in una serie di missioni contro gli uomini della Hollis Corporation.

## Versioni
Il gioco è stato pubblicato per le piattaforme Microsoft Windows (1998) e Sony Playstation (2000).